# Yücel Gündoğdu
Yucel Gundogdu est une karatéka turc connu pour avoir remporté le titre de championne d'Europe en kumite individuel masculin moins de 65 kilos aux championnats d'Europe de karaté 2007 à Bratislava, en Slovaquie.

## Résultats
| Résultat           | Date          | Épreuve                   | Catégorie | Compétition                                  | Ville hôte               |
| ------------------ | ------------- | ------------------------- | --------- | -------------------------------------------- | ------------------------ |
| Médaille d'or      | Février 2005  | Kumite individuel - 60 kg | Juniors   | Championnats d'Europe juniors et cadets 2005 | Thessalonique, en Grèce  |
| Médaille de bronze | Novembre 2005 | Kumite individuel - 60 kg | Juniors   | Championnats du monde juniors et cadets 2005 | Limassol, à Chypre       |
| Médaille d'or      | Mai 2007      | Kumite individuel - 65 kg | Seniors   | Championnats d'Europe 2007                   | Bratislava, en Slovaquie |